# Bahodir Nasimov
Bahodir Olimjonovich Nasimov (Samarcanda, 2 maggio 1987) è un calciatore uzbeko, attaccante della Dinamo Samarcanda.

## Carriera

### Club
Durante la sua carriera ha giocato con varie squadre di club, per poi trasferirsi nel 2010 al Rubin Kazan'. Nello stesso anno passa al Neftchi Baku e nel 2011-2012 vince la classifica dei cannonieri del campionato azero con 16 reti.

### Nazionale
Nel 2009 debutta con la nazionale uzbeka.

## Statistiche

### Cronologia presenze e reti in nazionale
| Cronologia completa delle presenze e delle reti in nazionale ― Uzbekistan | Cronologia completa delle presenze e delle reti in nazionale ― Uzbekistan | Cronologia completa delle presenze e delle reti in nazionale ― Uzbekistan | Cronologia completa delle presenze e delle reti in nazionale ― Uzbekistan | Cronologia completa delle presenze e delle reti in nazionale ― Uzbekistan | Cronologia completa delle presenze e delle reti in nazionale ― Uzbekistan | Cronologia completa delle presenze e delle reti in nazionale ― Uzbekistan | Cronologia completa delle presenze e delle reti in nazionale ― Uzbekistan |
| Data                                                                      | Città                                                                     | In casa                                                                   | Risultato                                                                 | Ospiti                                                                    | Competizione                                                              | Reti                                                                      | Note                                                                      |
| ------------------------------------------------------------------------- | ------------------------------------------------------------------------- | ------------------------------------------------------------------------- | ------------------------------------------------------------------------- | ------------------------------------------------------------------------- | ------------------------------------------------------------------------- | ------------------------------------------------------------------------- | ------------------------------------------------------------------------- |
| 18-11-2009                                                                | Kuala Lumpur                                                              | Malaysia                                                                  | 3 – 1                                                                     | Uzbekistan                                                                | Qual. Coppa d'Asia 2011                                                   | 1                                                                         | 78’                                                                       |
| 3-3-2010                                                                  | Tashkent                                                                  | Uzbekistan                                                                | 0 – 1                                                                     | Emirati Arabi Uniti                                                       | Qual. Coppa d'Asia 2011                                                   | -                                                                         | 62’                                                                       |
| 23-7-2011                                                                 | Tashkent                                                                  | Uzbekistan                                                                | 4 – 0                                                                     | Kirghizistan                                                              | Qual. Mondiali 2014                                                       | -                                                                         | 66’                                                                       |
| 28-7-2011                                                                 | Biškek                                                                    | Kirghizistan                                                              | 0 – 3                                                                     | Uzbekistan                                                                | Qual. Mondiali 2014                                                       | 2                                                                         | 63’                                                                       |
| 15-11-2011                                                                | Tashkent                                                                  | Uzbekistan                                                                | 3 – 0                                                                     | Tagikistan                                                                | Qual. Mondiali 2014                                                       | -                                                                         | 56’                                                                       |
| 25-2-2012                                                                 | Jeonju                                                                    | Corea del Sud                                                             | 4 – 2                                                                     | Uzbekistan                                                                | Amichevole                                                                | -                                                                         |                                                                           |
| 29-2-2012                                                                 | Nagoya                                                                    | Giappone                                                                  | 0 – 1                                                                     | Uzbekistan                                                                | Qual. Mondiali 2014                                                       | -                                                                         |                                                                           |
| 18-6-2013                                                                 | Tashkent                                                                  | Uzbekistan                                                                | 5 – 1                                                                     | Qatar                                                                     | Qual. Mondiali 2014                                                       | 2                                                                         | 60’                                                                       |
| 6-9-2013                                                                  | Amman                                                                     | Giordania                                                                 | 1 – 1                                                                     | Uzbekistan                                                                | Qual. Mondiali 2014                                                       | -                                                                         | 65’                                                                       |
| 10-9-2013                                                                 | Tashkent                                                                  | Uzbekistan                                                                | 1 – 1 dts (7 - 8 dtr)                                                     | Giordania                                                                 | Qual. Mondiali 2014                                                       | -                                                                         | 82’                                                                       |
| 15-10-2013                                                                | Tashkent                                                                  | Uzbekistan                                                                | 3 – 1                                                                     | Vietnam                                                                   | Qual. Coppa d'Asia 2015                                                   | -                                                                         | 65’                                                                       |
| 19-11-2013                                                                | Hong Kong                                                                 | Hong Kong                                                                 | 0 – 2                                                                     | Uzbekistan                                                                | Qual. Coppa d'Asia 2015                                                   | -                                                                         | 46’                                                                       |
| 21-12-2014                                                                | Dubai                                                                     | Uzbekistan                                                                | 2 – 1                                                                     | Giordania                                                                 | Amichevole                                                                | -                                                                         | 75’                                                                       |
| 25-12-2014                                                                | Sharja                                                                    | Uzbekistan                                                                | 1 – 0                                                                     | Iraq                                                                      | Amichevole                                                                | -                                                                         | 70’                                                                       |
| 10-1-2015                                                                 | Sydney                                                                    | Uzbekistan                                                                | 1 – 0                                                                     | Corea del Nord                                                            | Coppa d'Asia 2015 - 1º turno                                              | -                                                                         | 89’                                                                       |
| 18-1-2015                                                                 | Melbourne                                                                 | Uzbekistan                                                                | 3 – 1                                                                     | Arabia Saudita                                                            | Coppa d'Asia 2015 - 1º turno                                              | -                                                                         |                                                                           |
| 22-01-2015                                                                | Melbourne                                                                 | Corea del Sud                                                             | 2 – 0                                                                     | Uzbekistan                                                                | Coppa d'Asia 2015 - Quarti                                                | -                                                                         |                                                                           |
| 31-3-2015                                                                 | Chofu                                                                     | Giappone                                                                  | 5 – 1                                                                     | Uzbekistan                                                                | Amichevole                                                                | -                                                                         | 77’                                                                       |
| 11-6-2015                                                                 | Tashkent                                                                  | Uzbekistan                                                                | 0 – 1                                                                     | Iran                                                                      | Amichevole                                                                | -                                                                         | 70’                                                                       |
| 16-6-2015                                                                 | Pyongyang                                                                 | Corea del Nord                                                            | 4 – 2                                                                     | Uzbekistan                                                                | Qual. Mondiali 2018                                                       | -                                                                         | 34’                                                                       |
| Totale                                                                    |                                                                           | Presenze                                                                  | 20                                                                        |                                                                           | Reti                                                                      | 5                                                                         |                                                                           |

## Palmarès

### Club
- Campionato azero: 2

Neftçi Baku: 2011-2012, 2012-2013

### Individuale
- Capocannoniere della Premyer Liqası: 1

2011-2012 (16 gol)